# Old Melbourne Gaol
Old Melbourne Gaol je muzeum a bývalé vězení, které se nachází na Russell Street v Melbourne, Victoria, Austrálie. Muzeum se skládá z čedičové budovy a nádvoří. Stojí vedle staré hlídací stanice městské policie a budov městského soudu. První konstrukce začaly roku 1839. Během let 1842–1929, kdy stavba sloužila jako vězení, zde bylo drženo a popraveno několik nejnotoričtějších kriminálníků Austrálie, včetně zbojníka Neda Kellyho a sériového vraha Fredericka Baileye Deeminga. Bylo zde oběšeno celkem 133 lidí. Ačkoliv bylo krátce využíváno během 2. světové války, jako vězení formálně přestalo fungovat již roku 1924. Některé části věznice byly zapsány k RMIT University a ze zbytku se stalo muzeum.
Třípatrové muzeum vystavuje informace a memorabilia vězňů a zaměstnanců, včetně posmrtných masek oběšených zločinců. Muzeum v jednu dobu vystavovalo lebku Neda Kellyho, která však byla roku 1978 ukradena, a také tužku mylně odsouzeného Colina Campbella Rosse, kterou použil k napsání protestu ohledně své viny před tím, než byl popraven. Fanoušci paranormálních jevů prohlašují, že v muzeu straší, na základě zjevování duchů a nevysvětlitelných hlasů v blízkosti cel.

## Historie
Bušní pozemek na severovýchod od Melbourne byl vybrán jako první stálá věznice pro zátoku Port Phillip. 1. ledna 1838 byl George Wintle jmenován žalářníkem věznice za 100 liber ročně. Od té doby bylo areálu hovorově přezdíváno „Wintleův Hotel“. Výstavba věznice začala mezi lety 1839 a 1840 na ulici Collins Street West, ale tehdy byla shledána příliš malou. Druhá věznice pak byla vystavěna mezi lety 1841 a 1844 na rohu ulic Russell a La Trobe Street, čímž se stala sousedem tehdejšího vrchního soudu. První blok cel byl pro vězně otevřen roku 1845, ale zařízení bylo shledáno nedostatečným kvůli častým útěkům. Věznice byla přeplněna již roku 1850. S nálezem zlata roku 1851 (když se kraj Port Phillip stal novou kolonií Victorie) a s ním souvisejícím přívalem obyvatel, bylo těžší udržet zákon a pořádek. Následně bylo mezi lety 1852 a 1854 vystavěno nové křídlo s vlastní obvodovou zdí s využitím čediče namísto pískovce. Návrh byl založen na plánu Joea Jebba, inženýra britského vězení, a hlavně na návrhu vězení Pentonville Model Prison v Londýně (které odpovídalo dnešním teoriím o tehdejší reformě věznic). Nové křídlo bylo rozšířeno mezi lety 1857 a 1859 společně s hraniční zdí. Roku 1860 bylo postaveno nové severní křídlo obsahující vstupní budovy, hlavní halu a kapli. Mezi lety 1862 až 1864 byl na západní straně vystavěn blok cel pro ženské vězeňkyně – byla to v podstatě replika existujícího východního bloku (do té doby nebyly ženské vězeňkyně oddělovány od mužských vězňů). V roce 1864 byla obvodová zeď a věznice celkově dokončena a stala se tak dominantní součástí autority a melbournského panoramatu. V době svého kompletního dokončení věznice zabírala celý městský blok a obsahovala vězeňský dvůr, nemocnici, kapli, veřejnou umývárnu a ubytování pro zaměstnance. Dům pro hlavní dozorce byl postaven na rohu Franklinovy a Russellovy ulice a 17 domů pro žalářníky bylo postaveno na Swanston street roku 1860. Artefakty získané z tohoto areálu naznačují, že v 50. a 60. letech 19. století za zdmi věznice žili dokonce i samotní žalářníci se svými rodinami.

### Provoz

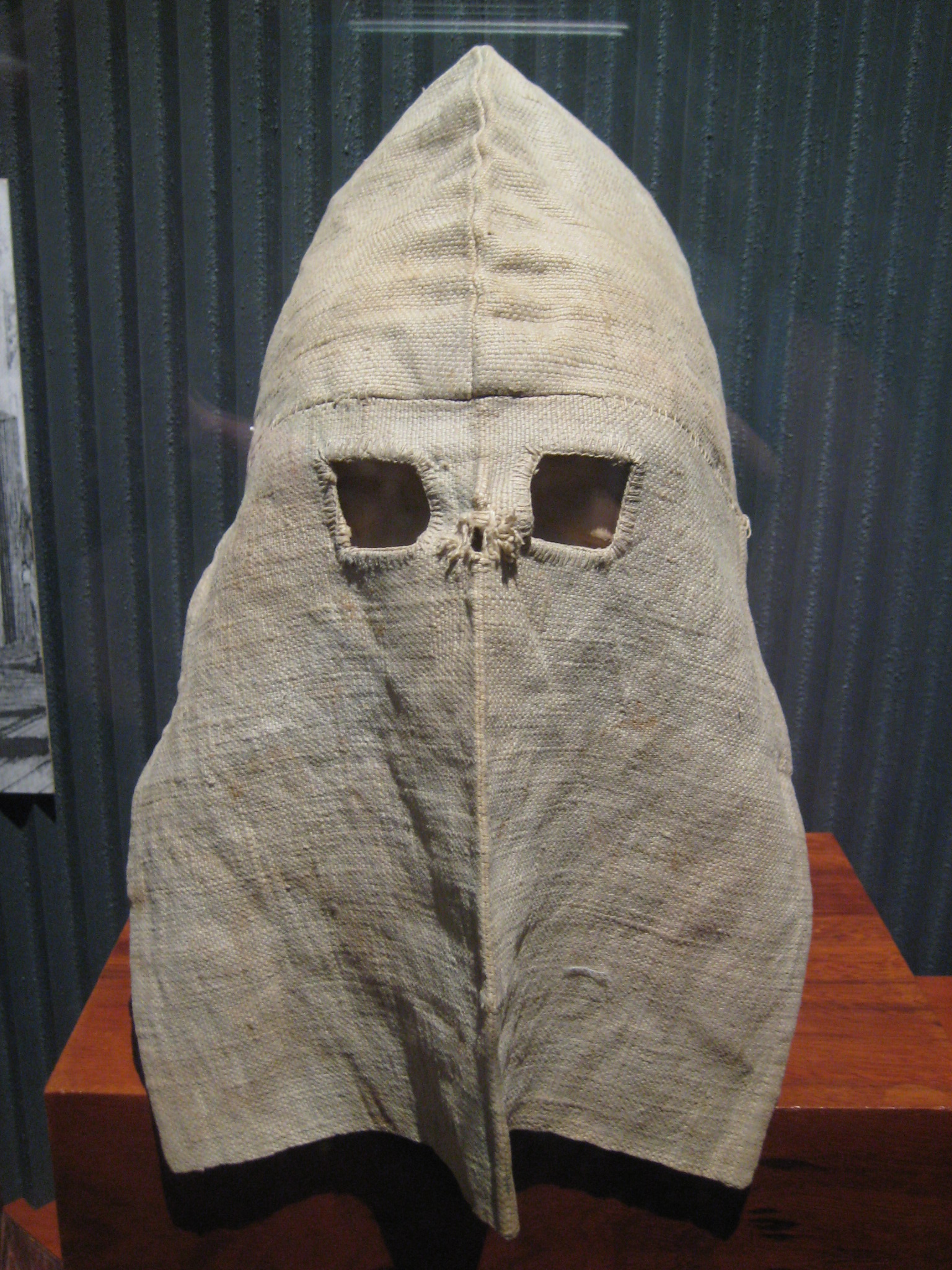
Kaliková kápě

Mnoho o denním životě ve věznici mohlo být shromážděno z různých zdrojů, jako jsou deníky napsané Johnem Castueauem, ředitelem věznice mezi lety 1869 až 1884. Během svého fungování byla věznice užívána pro krátkodobé vězně, blázny a některé z nejnotoričtějších a nejostřílenějších zločinců kolonie. Věznice tehdy čítala také až dvacet dětí, včetně těch zavřených za drobné krádeže či potulování a těch, jejichž rodiče byli z něčeho usvědčeni. Nemluvňata pod dvanáct měsíců byla ponechána matkám. Nejmladším zaznamenaným vězněm byl tříletý Michael Crimmins, který roku 1857 strávil za mřížemi šest měsíců za nečinnost a výtržnictví. Roku 1851 byly uvězněny O’Dowdovy dcery, staré 13 a 14 let, protože neměly kam jít. Vězňové usvědčení z vážných zločinů jako je vražda, žhářství, loupež, znásilnění a střelba začínali svůj trest v přízemí s nějakou dobou na samotce. Byla jim zakázána také komunikace s ostatními vězni, čehož bylo při jejich přítomnosti mimo cely striktně a násilně dosahováno používáním umlčující masky či kalikové kápě. Dostávalo se jim pouze jedné hodiny individuálního volného času se zbývajícími 23 hodinami strávenými ve svých celách. V celách mohli vězni ležet na tenké matraci natažené přes břidlicovou podlahu. Umývat a převlékat se mohli pouze jednou týdně a každou neděli směli navštívit kapli (s Biblí, která měla propagovat dobré chování). Vězňům mohlo být až na závěr jejich trestu dovoleno setkat se s ostatními vězni. Rutina pro vězně byla regulována systémem zvonků a násilných trestů; vězni respektující pravidla postupovali do druhého patra, kde jim pak byla umožněna denní práce na dvorech. Mužští vězni odváděli těžkou práci, jako bylo lámání kamene či jiné práce v kamenných lomech, zatímco ženy šily, uklízely a vařily. Ženy vyráběly také košile a vesty pro mužské vězně, nebo sloužily jako domácí služky řediteli věznice a jeho rodině. Vězni, kteří získali důvěru, ti, jejichž tresty se blížily ke konci a dlužníci byli ubytováváni ve třetím patře ve společných celách. Tyto cely nejvyššího stupně byly rozsáhlé, byly schopny pojmout až šest vězňů najednou a byly většinou rezervovány pro vězně usvědčené z menších zločinů jako bylo opilství, výtržnictví, prostituce či drobné krádeže.

### Popravy

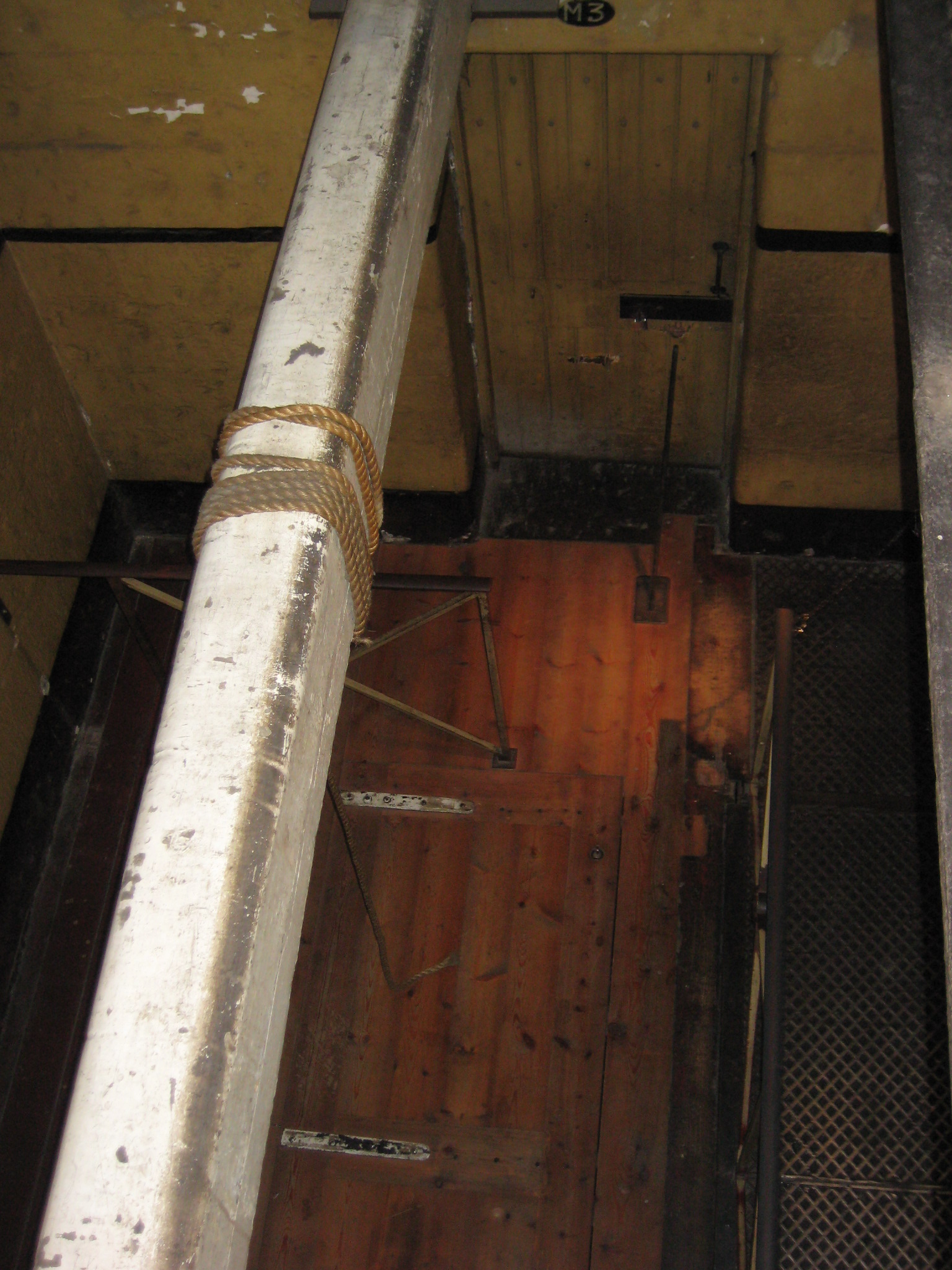
Šibenice v Old Melbourne Gaol

Během svého fungování věznice posloužila k celkem 133 oběšením. Tím nejskandálnějším byla poprava zbojníka Neda Kellyho ve věku 25 let 11. listopadu 1880. Po dvoudenním soudu byl Kelly usvědčen z vraždy policisty. Jak tehdejší zákon rozkazoval, popravení vězni byli pohřbíváni (bez hlavy) do neoznačených hrobů na vězeňském pohřebišti. Hlava byla od těla běžně odebírána za účelem frenologických studií oběšených zločinců. Historik a docent Wollongongské univerzity John McQuilton uvádí, že nedostatek monitoringu pohřbívacích procesů byl neobvyklý, neboť victorijské společnosti byla normálně kladena vysoce detailní pozornost. K prvnímu oběšení ženy – Elizabeth Scottové – ve Victorii došlo ve věznici 11. listopadu 1863. Byla oběšena společně se svými spoluviníky Julianem Crossem a Davidem Gedgeem. Poslední popravenou osobou byl Angus Murray, který byl popraven roku 1924 v den zrušení věznice.

#### Ned Kelly

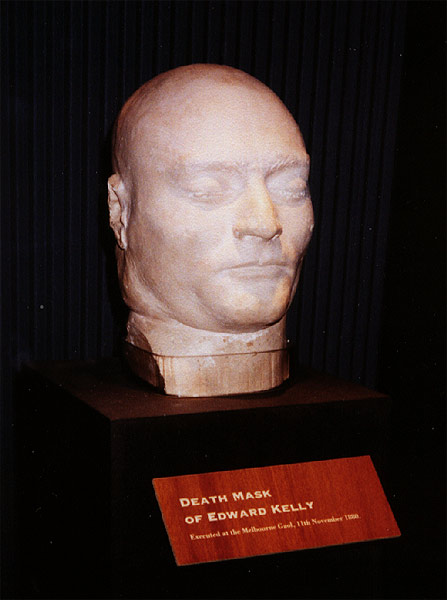
Posmrtná maska Neda Kellyho

Edward „Ned“ Kelly, narozen někdy mezi červnem 1854 a červnem 1855, byl irsko-australský zbojník, na nějž někteří pohlíželi jako na pouhého chladnokrevného zabijáka, zatímco pro jiné byl lidovým hrdinou pro svůj odpor vůči koloniálním autoritám. Jako velmi mladý se utkal s victorijskou policií a po incidentu v jeho domě roku 1878 po něm skupiny policistů začaly pátrat v buši. Zabil celkem tři policisty, začež byl kolonií společně se svým gangem prohlášen za psance. K poslední násilné konfrontaci mezi ním a policií došlo 28. června 1880 v Glenrowanu. Kelly, oblečený v podomácku vyrobeném kovovém brnění a helmě, byl dopaden a poslán do věznice. V listopadu roku 1880 byl oběšen v Old Melbourne Gaol za vraždu. Jeho nechvalná pověst z něj udělala polarizující ikonickou postavu australské historie, folkloru, literatury a filmu.

#### Colin Campbell Ross
Colin Campbell Ross, australský majitel vinného baru, byl v prosinci 1921 mylně usvědčen ze znásilnění a vraždy 12leté Almy Tirtschkeové. Případ, nazývaný Gun Alley Murder, byl silně ovlivněn tehdejším davovým šílenstvím, které nakonec vyústilo v jeho odsouzení k trestu smrti. Navzdory jeho obhajobám o své nevinně (včetně pokusu, při němž hodil dopis přes zdi věznice) byl ve věznici v dubnu 1922 oběšen (pouhých 115 dnů po tom, co bylo nalezeno mrtvé tělo Almy Tirtschkeové). Poprvé při popravě použité, čtyřvlákenné lano selhalo – Ross se pomalu škrtil déle než čtyřicet minut, než konečně zemřel. Pozdější vězeňské hlášení rozhodlo, že tento typ lana se už nikdy nesmí použít. Colin Campbell Ross byl posmrtně omilostněn 27. května 2008.

#### Frederick Bailey Deeming
Frederick Bailey Deeming se narodil 30. července 1853. V 16 letech věku utekl k moři a následně zahájil dlouhou kariéru zločinu, kdy ve velkém kradl a získával peníze pod falešnými záminkami. Byl zodpovědný za vraždu své první ženy Marie a svých čtyř dětí v Rainhillu (Anglie) někdy kolem 26. července 1891 a své druhé ženy Emily ve Windsoru, Melbourne 24. prosince 1891. Mezi objevením těla Emiliiny matky ve Windsoru, Melbourne v březnu roku 1892 a Deemingovou popravou v Old Melbourne Gaol za její vraždu v květnu 1892 uplynuly méně než tři měsíce, což je vzhledem k moderním, západním zákonným standardům poměrně krátká doba. Po jeho popravě údajně přes 12 000 lidí jásalo venku na ulici, a také existovala veřejná spekulace, že Deeming byl Jack Rozparovač.
| Seznam zaznamenaných poprav   | Seznam zaznamenaných poprav | Seznam zaznamenaných poprav | Seznam zaznamenaných poprav          |
| Jméno                         | Rok narození                | Datum popravy               | Zločin                               |
| ----------------------------- | --------------------------- | --------------------------- | ------------------------------------ |
| Bob (Aboridžinec)             |                             | 20. leden 1842 (27 let)     | Vražda                               |
| Jack (Aboridžinec)            |                             | 20. leden 1842 (27 let)     | Vražda                               |
| Charles Ellis                 |                             | 20. červen 1842 (18 let)    | Střílení                             |
| Martin Fogarty                |                             | 20. červen 1842 (18 let)    | Střílení                             |
| Daniel Jepps                  |                             | 20. červen 1842 (27 let)    | Střílení                             |
| Jeremiah Connell              |                             | 27. leden 1847 (27 let)     | Vražda                               |
| Bobby (Aboridžinec)           |                             | 30. duben 1847 (25 let)     | Vražda                               |
| John Healey                   |                             | 29. listopad 1847 (29 let)  | Vražda                               |
| Augustus Dancey (či Dauncey)  |                             | 1. srpen 1848 (19 let)      | Vražda                               |
| Patrick Kennedy               |                             | 1. říjen 1851 (30 let)      | Vražda                               |
| James Barlow                  |                             | 22. květen 1852 (32 let)    | Vražda                               |
| Roger (Aboridžinec)           |                             | 5. září 1852 (30 let)       | Vražda                               |
| John Riches                   |                             | 3. listopad 1852 (29 let)   | Vražda                               |
| George Pinkerton              |                             | 4. duben 1853 (19 let)      | Vražda                               |
| Aaron Durrant                 |                             | 11. červenec 1853 (38 let)  | Loupež                               |
| John Smith                    |                             | 23. srpen 1853 (25 let)     | Loupež                               |
| Henry Turner                  |                             | 23. srpen 1853 (25 let)     |                                      |
| William Atkins                |                             | 3. říjen 1853 (29 let)      | [ 2 ]                                |
| George Wilson                 |                             | 3. říjen 1853               | [ 2 ]                                |
| George Melville               |                             | 3. říjen 1853               | [ 2 ]                                |
| Michael Finnessy              |                             | 25. říjen 1853              |                                      |
| Alexander Ram                 |                             | 25. říjen 1853              |                                      |
| John Smith                    |                             | 23. listopad 1853           |                                      |
| Joseph West                   |                             | 27. prosinec 1853           |                                      |
| William Twiggem               | 1824                        | 2. březen 1857              | Vražda                               |
| Chu-a-Luk                     | 1827                        | 2. březen 1857              | Vražda                               |
| Samuel Gibbs                  |                             | 12. listopad 1858           | Vražda                               |
| George Thompson               |                             | 12. listopad 1858           | Vražda                               |
| Thomas McGee                  |                             | 19. únor 1863               |                                      |
| Julian Cross                  |                             | 11. listopad 1863           | Vražda                               |
| David Gedge                   | 1844                        | 11. listopad 1863           | Vražda                               |
| Elizabeth Scott               | 1840                        | 11. listopad 1863           | Vražda                               |
| James Bennett                 |                             | 1. prosinec 1863            |                                      |
| Christopher Harrison          | 1809                        | 3. srpen 1864               | Vražda                               |
| William Carver                | 1824                        | 3. srpen 1864               | Ozbrojená loupež                     |
| Samuel Woods                  | 1823                        | 3. srpen 1864               | Ozbrojená loupež                     |
| John Stacey                   |                             | 5. duben 1865               |                                      |
| Joseph Brown                  |                             | 5. květen 1865              |                                      |
| Peter Dotsalaere              |                             | 6. červenec 1865            |                                      |
| Robert Bourke                 | 1841                        | 29. listopad 1866           | Vražda                               |
| Bernard Cunningham            |                             | 31. březen 1868             |                                      |
| Joseph Whelan                 |                             | 31. březen 1868             |                                      |
| Michael Flannigan             | 1833                        | 31. březen 1869             | Vražda                               |
| James Ritson                  |                             | 3. srpen 1869               |                                      |
| Patrick Smith                 |                             | 4. srpen 1870               |                                      |
| James Cusik                   |                             | 30. srpen 1870              |                                      |
| James Sury                    |                             | 14. listopad 1870           |                                      |
| Patrick Geary                 |                             | 4. prosinec 1871            | Vražda                               |
| Edward Feeney                 |                             | 14. květen 1872             |                                      |
| An Gaa                        |                             | 30. srpen 1875              | Vražda                               |
| Henry Howard                  |                             | 4. říjen 1875               |                                      |
| John Taylor (alias Weechurch) | 1830                        | 6. prosinec 1875            | Pokus o vraždu                       |
| Basilo Bondietto              |                             | 11. prosinec 1876           |                                      |
| William Hastings              |                             | 14. březen 1877             |                                      |
| Ned Kelly                     | 1854                        | 11. listopad 1880           | Vražda                               |
| James Hawthorn                |                             | 21. srpen 1884              | Vražda                               |
| William O'Brien               |                             | 24. říjen 1884              | Vražda                               |
| William Barnes                |                             | 15. květen 1885             | Vražda                               |
| Freeland Morell               | 1847                        | 6. leden 1886               | Vražda                               |
| George Symes                  |                             | 8. listopad 1888            | Vražda                               |
| Filipe Castillo               | 1869                        | 16. září 1889               | Vražda                               |
| Robert Landells               | 1837                        | 16. říjen 1889              | Vražda                               |
| John Thomas Phelan            | 1861                        | 16. březen 1891             | Vražda                               |
| John Wilson                   | 1868                        | 23. březen 1891             | Vražda                               |
| Fatta Chand                   |                             | 27. duben 1891              | Vražda                               |
| William Coulston              |                             | 24. srpen 1891              | Vražda                               |
| Frederick Deeming             |                             | 23. květen 1892             | Vražda                               |
| John Conder                   |                             | 28. srpen 1893              | Vražda                               |
| Frances Lydia Alice Knorr     | 1867                        | 15. leden 1894              | Vražda                               |
| Ernest Knox                   | 1873                        | 19. březen 1894             | Vražda                               |
| Frederick Jordan              | 1864.                       | 20. srpen 1894              | Vražda                               |
| Martha Needle                 | 1864                        | 22. říjen 1894              | Vražda                               |
| Arthur Buck                   | 1868                        | 1. červenec 1895            | Vražda                               |
| Emma Williams                 |                             | 4. listopad 1895            | Vražda                               |
| Charles Strange               | 1874                        | 13. leden 1896              | Vražda                               |
| Alfred Archer                 | 1866                        | 21. listopad 1898           | Vražda                               |
| William Robert Jones          |                             | 26. březen 1900             | Vražda                               |
| Albert Edward McNamara        |                             | 14. duben 1902              | Žhářství                             |
| Srpen Tisler                  |                             | 20. říjen 1902              | Vražda                               |
| James Coleman Williams        | 1885                        | 8. září 1904                | Vražda                               |
| Joseph Victor Pfeiffer        |                             | 29. duben 1912              | Vražda                               |
| John Jackson                  |                             | 24. leden 1916              | Vražda                               |
| Antonio Picone                |                             | 18. září 1916               | Vražda                               |
| Albert Budd                   |                             | 29. leden 1918              | Vražda                               |
| Arthur Geoffrey Oldring       |                             | 15. duben 1918              | Vražda                               |
| Colin Campbell Ross           | 1892                        | 24. duben 1922              | Vražda – omilostněn o 86 let později |
| Angus Murray                  | 1882                        | 14. duben 1924              | Vražda                               |

### Zrušení a znovuotevření
Roku 1870 byla provedena revize trestního systému společně s doporučením věznici zavřít a vězně přemístit do vhodnějších lokací. Věznice postupně svůj provoz zpomalila a mezi lety 1880 až 1924 probíhalo bourání částí původního areálu. Roku 1924 byla věznice konečně zavřena. Nicméně v březnu roku 1927 byla Old Melbourne Gaol propojena s novou univerzitou Emily McPherson College a následně využívána ke vzdělávacím účelům. Toto vyžadovalo ve věznici změny; roku 1929, navzdory nedostatečnému uchovávání záznamů o pohřbech vězňů, historické důkazy nasvědčovaly tomu, že asi 32 popravených vězňů, včetně Neda Kellyho, bylo z areálu věznice exhumováno a pohřbeno do masových hrobů v lomu v Pentridge. Roku 1930 byl zbourán ženský blok cel, zdi a několik dalších budov a roku 1937 byly údajně do Pentridge přesunuty také čtyři další rakve.

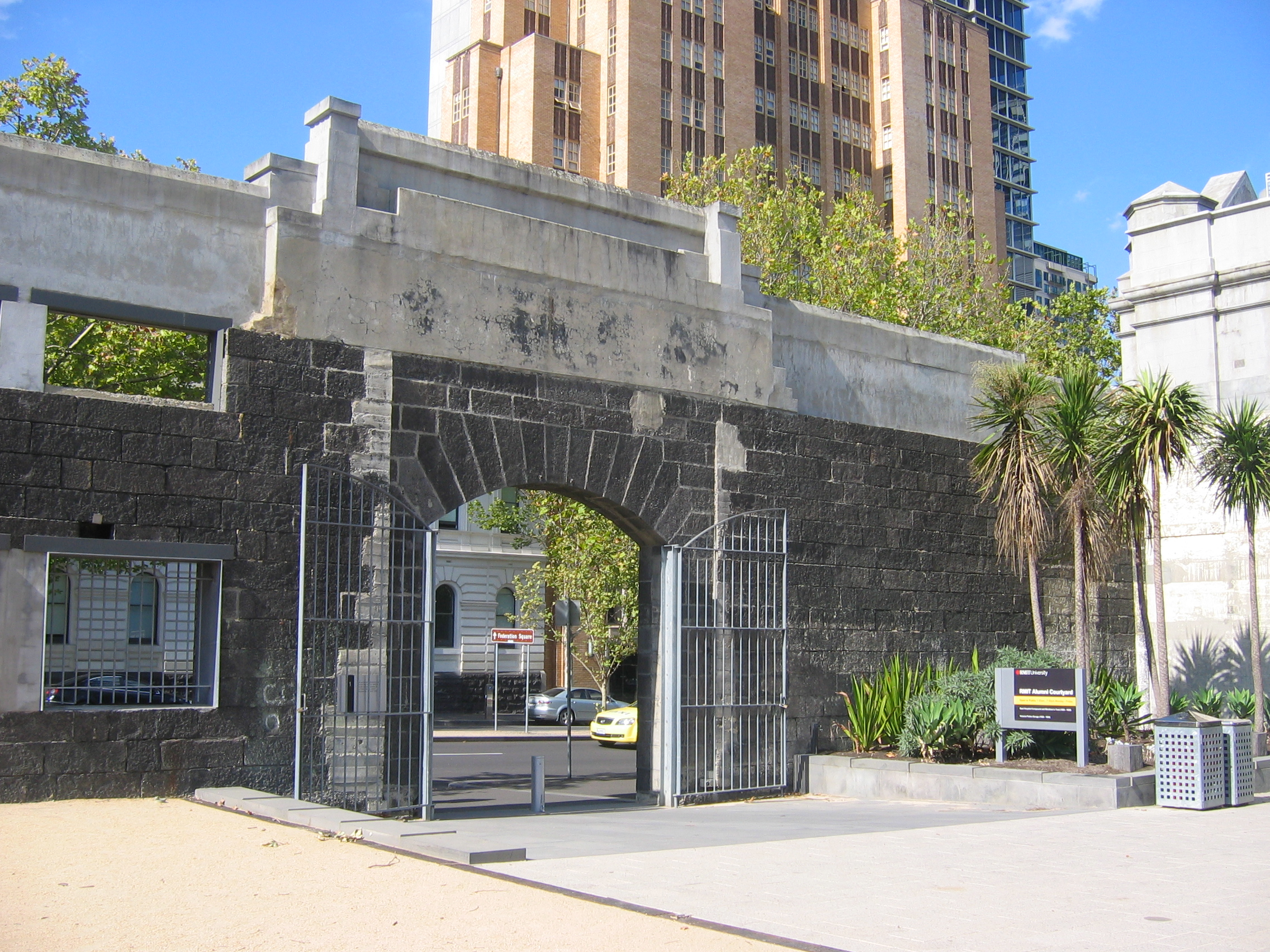
Vstupní brány věznice, nyní součástí RMIT

Během 2. světové války byla věznice využívána jako vojenské vězení pro dočasné dezertéry. V tuto dobu byla vybudována nová zeď na jižní straně nádvoří, aby byli vězni odděleni od studentek univerzity. Po konci války byla sekce pro držení vězňů využívána pouze jako sklad victorijské policie, jejíž základna byla poblíž na Russell Street. V květnu 1974 byly sekce využívané školou architekty Egglestonem, McDonaldem a Secombem předělány, aby vypadaly jako oddělení školní stravy a módy. Roku 1979 Emily McPherson College společně se vstupními branami věznice a dalším zařízením splynula s RMIT University. Roku 1990 univerzita provedla práce k zrestaurování uzavřeného balkónu do jeho původního designu z roku 1927. Roku 1994 RMIT provedla další práce k úpravě vnitřního nádvoří a roku 1995 odstranila dočasné stanové třídy užívané během válečného období. Od roku 2010 jsou sekce vlastněné RMIT všeobecně známy jako „RMIT building 11. Architect: Colonial Government Architect“, obsahující vstupní budovu a kapli, která společně s umývárnou slouží jako výtvarné ateliéry.

## Muzeum

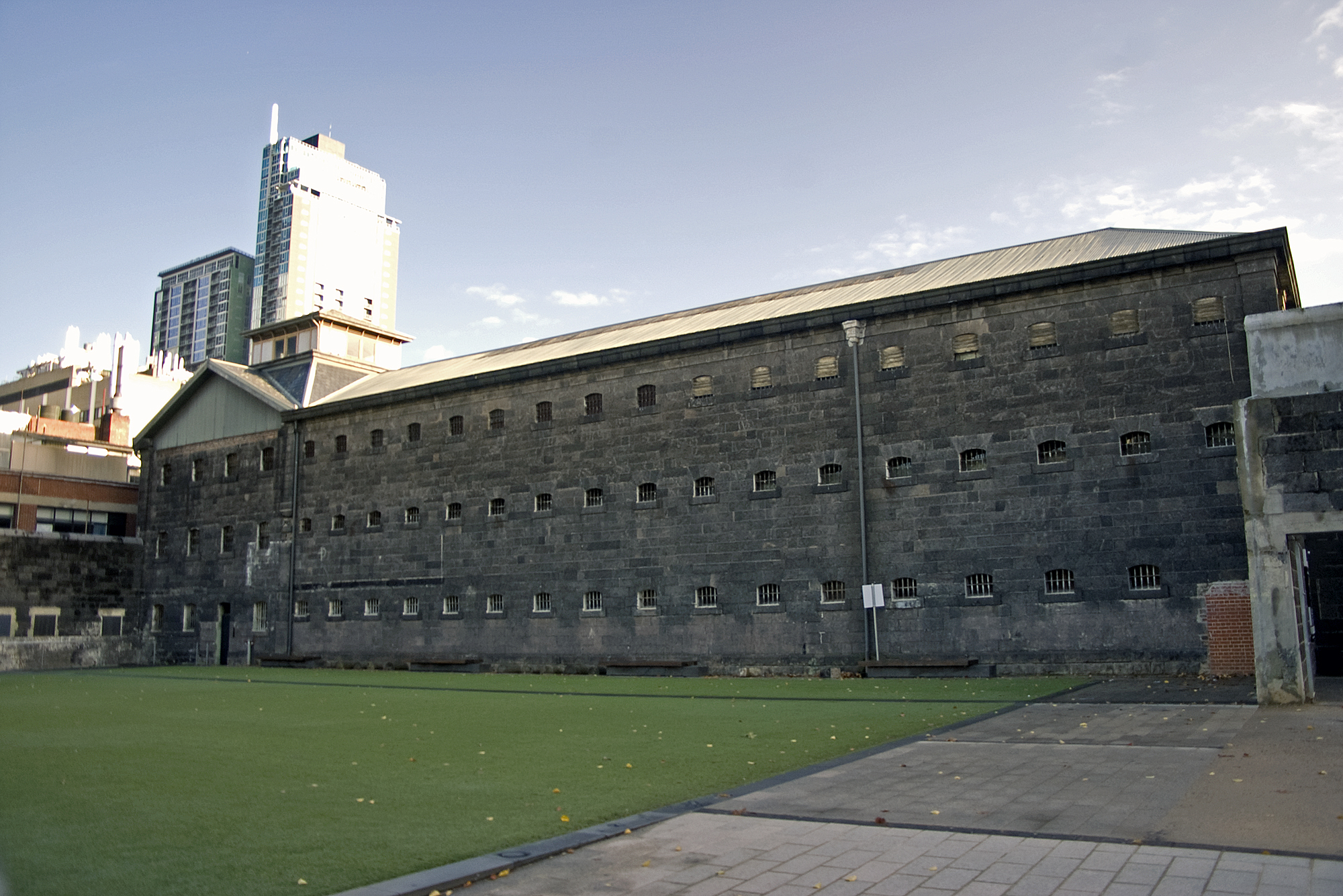
Venkovní pohled na Old Melbourne Gaol

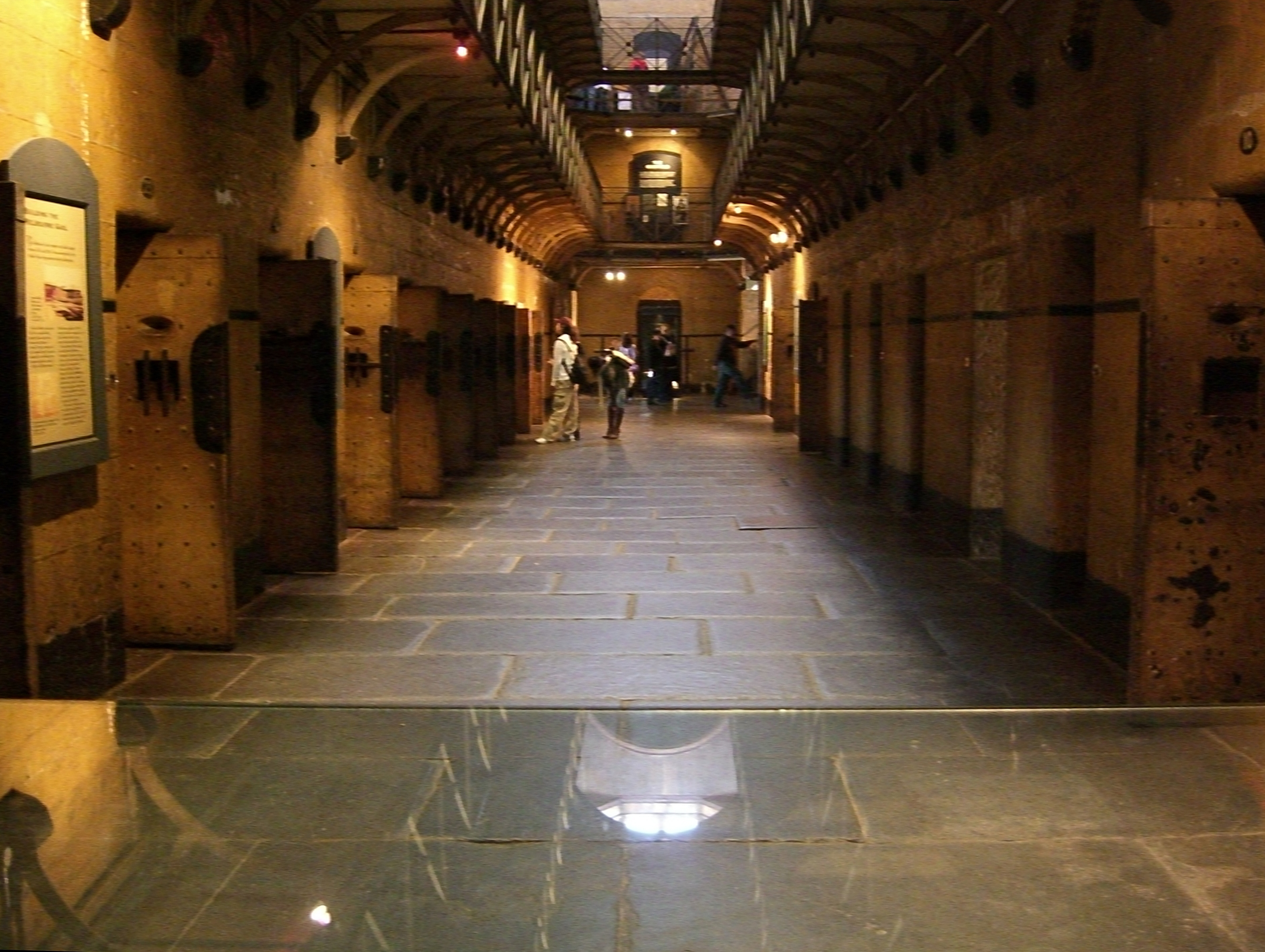
Uvnitř muzea

Roku 1957 National Trust of Australia (Národní fond Austrálie) zapsal Old Melbourne Gaol do svého rejstříku dědictví a o rok později jej označil za místo, které musí být zachováno za každou cenu. Navíc roku 1965 přišla Melbourne Junior Chamber of Commerce s návrhem o jeho přestavění na muzeum za účelem turistiky. Roku 1972 byla věznice znovuotevřena jako veřejné muzeum pod správou National Trust of Australia (Victoria). Od roku 2010 je věznice známa jako nejdéle stojící nápravné zařízení státu Victoria a ročně přiláká přibližně 140 tisíc návštěvníků. Cely byly navíc vyplněny informacemi o jednotlivých vězních, které zároveň slouží k vyobrazení historie samotného Melbourne. Kromě historických informací obsahuje také mnohá memorabilia včetně posmrtných masek, železné masky a páru kožených rukavic navržených k zabránění vězňům v onanování. Především stále obsahuje pistoli, repliku brnění a posmrtnou masku Neda Kellyho a také tužku, kterou Colin Ross použil k napsání dopisu o své nevině, který hodil přes zdi věznice. Provozovatelé také zavedli několik atrakcí včetně svíčkami osvětlené Hangman’s Night Tour (s herci vyobrazujícího plodného a brutálního popravčího Michaela Gateleye) a denního Watch House Experience – interaktivní představení, během nějž je s návštěvníky věznice zacházeno jako s vězni v době jejího fungování. Roku 2010 Old Melbourne Gaol Crime and Justice Experience vyhrálo kategorii dědictví a kulturní turistiky na Qantas Australian Tourism Awards v Hobartu.

### Lebka Neda Kellyho
V muzeu byla vystavována lebka, o níž se věřilo, že patřila Nedu Kellymu, dokud nebyla roku 1978 odcizena ze skleněné vitríny. Vědci i vláda vynaložili úsilí k jejímu nalezení stejně jako ke zjištění její autentičnosti. Bylo také ohlášeno, že by příslušníci veřejnosti mohli mít pozůstatky kostí a zubů získaných v době exhumování hrobů roku 1929. Speciální pozornost byla zaměřena na nalezení fotografie bývalého radního jižního Melbourne Alexe Talbota, držícího lebku Neda Kellyho, a informace o zhotoviteli zakázky na exhumaci hrobů Leem z firmy Lee and Dunn nebo jeho rodině, která byla pověřena předáním Kellyho lebky členu správní rady. Roku 2009 Tom Baxter, farmář ze Západní Austrálie, předal autoritám lebku s tvrzením, že jde o lebku, která byla ukradena z věznice, a odmítnul vysvětlit, kde k lebce přišel. Bývalý kaplan věznice Pentridge otec Peter Norden uvedl, že nevěří tomu, že by nalezená lebka mohla patřit Kellymu, a že lebka pravděpodobně patří ženě. Roku 2010 probíhaly další spekulace o tom, že lebka ve skutečnosti patří Fredericku Baileymu Deemingovi, společně s prohlášením Victorian Institue of Forensic Medicine (Viktorijský institut soudního lékařství), že lebka odpovídá posmrtným maskám Kellyho i Deeminga.

### Strašení
Muzeum je příznivci paranormálních jevů, včetně britského parapsychologa Darrena Donea, pokládáno za místo, na kterém straší. Done roku 2003 strávil ve věznici noc a tvrdil, že slyšel nevysvětlitelné hlasy a zaznamenal důkaz o elektrické interferenci nasvědčující paranormální aktivitě. Od té doby provedl ve věznici další výzkum a roku 2005 prohlásil, že ve věznici natočil groteskně vyhlížející postavu ducha stojícího ve dveřích. Teorie uvádějí, že by hlas ženy, který měl být údajně zaslechnut, mohl patřit Elizabeth Scottové – první ženě oběšené v této věznici. Zajímavostí je, že žádné z nahlášeného strašení nezahrnuje Neda Kellyho. Místní skupina nadšenců GhostSeekers Australia každý měsíc vede výpravu za získáním dat a statistik o paranormální aktivitě s využitím rozmanitého sledovacího vybavení. Nicméně, Joe Nickell, pisatel časopisu Skeptical Inquirer, prohlašuje, že důkazy o duchařském fenoménu ve věznici jsou nedostačující.